# Сара Ерани
Сара Ерани (на италиански: Sara Errani) е професионална тенисистка от Италия.
Започва да се занимава активно с тенис през 2002 г. В кариерата си завоюва две титли на сингъл и две с партньори. Участва в представителния отбор на Италия за надпреварата „Фед Къп“ и на Олимпийските игри в Пекин през 2008 г.

## Кариера
Първата си титла, Сара Ерани печели на 7 юли 2008 г. в Палермо, където пред родна публика побеждава украинската тенисистка Мария Коритцева. Втората си титла, италианката печели само двадесет дни по-късно през същата година на турнира „Банка Копер Словения Оупън“, където елиминира във финалния мач испанката Анабел Медина Гаригес с 6:3, 6:3. Любопитен факт от статистиката за Сара Ерани е, че през 2009 г. тя отново играе във финалните срещи на турнирите в Палермо и словенския град Порторож, но този път е надиграна съответно от сънародничката си Флавия Пенета и руската тенисистка Динара Сафина.
В турнирите по двойки, италианската тенисистка регистрира шест победи в актива си. През 2009 г., на турнира в Палермо, Сара Ерани и испанката Нурия Лягостера Вивес побеждават руския дует Алла Кудрявцева и Анастасия Павлюченкова. Другата титла датира от 2009 г., когато италианката си партнира със сънародничката си Флавия Пенета, с която побеждават холандско-белгийската двойка Михаела Крайчек и Янина Викмайер на турнира „Ордина Оупън“, Холандия. В началото на календарната 2010 г. Сара Ерани и друга италианска тенисистка Роберта Винчи губят финалната среща на турнира в Акапулко от младата надежда на словенския тенис Полона Херцог и чешката тенисистка Барбора Захлавова-Стрицова.
В турнирите от Големия шлем, най-добрите спортни постижения на италианката са достигането на трети кръг на „Откритото първенство на Австралия“ през 2009 и 2010 г. Отново до трети кръг достига и през 2009 г. този път по време на „Откритото първенство на САЩ“ през 2009 г., където е отстранена от белгийката Янина Викмайер.
През 2009 г., Сара Ерани е част от италианския отбор за „Фед Къп“, заедно с Флавия Пенета, Роберта Винчи и Франческа Скиавоне, победил съперничките си от САЩ.
През месец април 2010 г., Сара Ерани печели две шампионски титли на двойки от турнирите „Анадалусия Тенис Експириънс“ и „Барселона Лейдис Оупън“. И в двата си партнира със своята сънародничка Роберта Винчи, с която побеждават последователно Мария Кондратиева и Ярослава Шведова на турнира в Марбеля в началото на април, а после се справят и със съпротивата на Татяна Гарбин и Тимеа Бачински в Барселона. На 18.07. 2010 г. Ерани и нейната сънародничка Алберта Брианти печелят шампионската титла от турнира на двойки в италианския град Палермо. Във финалния мач те побеждават Юлия Гьоргес от Германия и американката Джил Крейбъс с резултат 6:4, 6:1.
В началото на 2011 г. Ерани печели шампионската титла на двойки от турнира в австралийския град Хобарт. Във финалната среща, с Роберта Винчи преодоляват съпротивата на Катерина Бондаренко и Лига Декмейере с резултат 6:3, 7:5.
На 04.03.2012 г. Сара Ерани печели шампионската титла на сингъл от силния международен турнир в мексиканския град Акапулко. Във финала надиграва своята сънародничка Флавия Пенета с 5:7, 7:6, 6:0. На 15.04.2012 г. е победителка на сингъл в турнира „Барселона Лейдис Оупън“. Във финалната среща елиминира Доминика Цибулкова с резултат 6:2, 6:2. На 07.05.2012 г. печели поредното си отличие на сингъл. На силния международен турнир в унгарската столица Будапеща, тя надиграва своята опонентка рускинята Елена Веснина с резултат 7:5, 6:4. На откритото първенство на Австралия с Роберта Винчи играят финал на двойки, който губят в три сета от Светлана Кузнецова и Вера Звонарьова.
На 02.03.2013 г., Сара Ерани печели своята седма шампионска титла на сингъл от турнир, провеждащ се под егидата на Женската тенис-асоциация (WTA). Това се случва във финала на турнира в мексиканския град Акапулко, където италианската тенисистка побеждава с резултат 6:0 и 6:4 своята опонентка Карла Суарес Наваро.